# 大田南畝

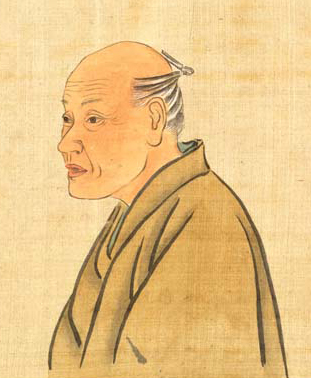
大田南畝肖像『近世名家肖像』

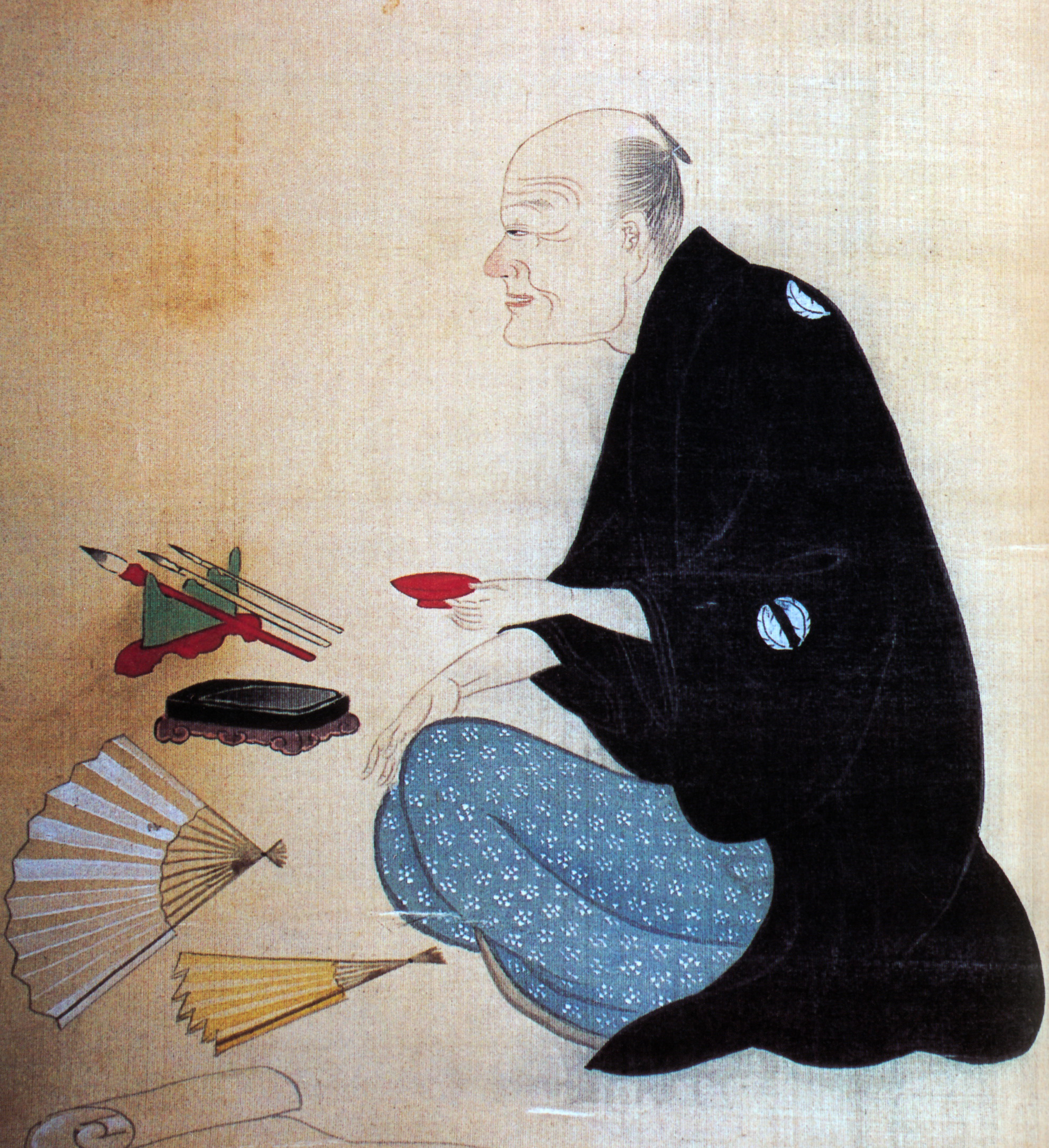
大田南畝像（鳥文斎栄之筆、東京国立博物館蔵）

大田 南畝（おおた なんぽ、寛延2年3月3日〈1749年4月19日〉- 文政6年4月6日〈1823年5月16日〉）は、天明期を代表する文人・狂歌師であり、御家人。
名は覃、字は子耕、南畝は号である。通称、直次郎、のちに七左衛門と改める。別号、蜀山人、玉川漁翁、石楠齋、杏花園、遠櫻主人、巴人亭、風鈴山人、四方山人など。山手馬鹿人、も別名とする説がある。狂名、四方赤良。また狂詩には寝惚先生と称した。法名は杏花園心逸日休。
勘定所勤務として支配勘定にまで上り詰めた幕府官僚であった一方で、文筆方面でも高い名声を持った。膨大な量の随筆を残す傍ら、狂歌、洒落本、漢詩文、狂詩、などをよくした。特に狂歌で知られ、唐衣橘洲・朱楽菅江と共に狂歌三大家と言われる。南畝を中心にした狂歌師グループは、山手連（四方側）と称された。

## 生涯
寛延2年（1749年）、江戸の牛込中御徒町（現在の東京都新宿区中町）で、御徒の大田正智（吉左衛門）、母利世の嫡男として生まれた。下級武士の貧しい家だったが、幼少より学問や文筆に秀でたため、15歳で江戸六歌仙の1人でもあった内山賀邸(後の内山椿軒)に入門し、札差から借金をしつつ国学や漢学の他、漢詩、狂詩などを学んだ。狂歌三大家の1人、朱楽菅江とはここで同門になっている。17歳に父に倣い御徒見習いとして幕臣となるが学問を続け、18歳の頃には荻生徂徠派の漢学者松崎観海に師事した。また、作業用語辞典『明詩擢材』五巻を刊行した。
19歳の頃、それまでに書き溜めた狂歌が同門の平秩東作に見出され、明和4年（1767年）狂詩集『寝惚先生文集』として刊行。これが評判となった。
この後数点の黄表紙を発表するも当たり作はなかったというが、内山賀邸私塾の唐衣橘洲の歌会に参加した明和6年（1769年）頃より自身を「四方赤良」と号し、自身もそれまでは捨て歌であった狂歌を主とした狂歌会を開催し「四方連」と称し活動しはじめた。それまで主に上方が中心であった狂歌が江戸で大流行となる『天明狂歌』のきっかけを作り、自身も名声を得ることになった。
当時は田沼時代と言われ、潤沢な資金を背景に商人文化が花開いていた時代であり、南畝は時流に乗ったとも言えるが、南畝の作品は自らが学んだ国学や漢学の知識を背景にした作風であり、これが当時の知識人たちに受け、また交流を深めるきっかけにもなっていった。安永5年（1776年）には、落合村（現新宿）周辺で観月会を催し、さらに安永8年（1779年）、高田馬場の茶屋「信濃屋」で70名余りを集め、5夜連続の大規模な観月会も催している。翌安永9年には、この年に黄表紙などの出版業を本格化した蔦屋重三郎を版元として『嘘言八百万八伝』を出版、山東京伝などは、この頃に南畝が出会って見出された才能とも言われている。
天明3年（1783年）、朱楽菅江と共に『万載狂歌集』を編む。この頃から田沼政権下の勘定組頭土山宗次郎に経済的な援助を得るようになり、吉原にも通い出すようになった。天明6年（1786年）ころには、吉原の松葉屋の遊女三保崎を身請けし妾とし自宅の離れに住まわせるなどしていた。
松平定信により、田沼政治の重商主義の否定と、緊縮財政、風紀取締りによる幕府財政の安定化を目指し、天明7年（1787年）寛政の改革が始まると、田沼寄りの幕臣たちは「賄賂政治」の下手人として悉く粛清されていき、南畝の経済的支柱であった土山宗次郎も横領の罪で斬首されてしまう。さらに「処士横断の禁（処士は学があるのに官に仕えず民間にいる者。幕府批判を防ぐための策）」が発せられて風紀に関する取り締まりが厳しくなり、版元の重三郎や同僚の京伝も処罰を受けた。幸い南畝には咎めがなかったものの、周囲が断罪されていくなかで風評も絶えなかった。政治批判の狂歌「世の中に蚊ほどうるさきものはなしぶんぶといひて夜もねられず」の作者と目されたことや、田沼意次の腹心だった土山宗次郎と親しかったことで目を付けられたという話は有名になっている。これを機に、南畝は狂歌の筆を置いてしまい、幕臣としての職務に励みながら、随筆などを執筆するようになった。天明7年（1787年）には横井也有の俳文集『鶉衣』を編纂、出版する。しかし翌年（1788年）には重三郎の元で喜多川歌麿『画本虫撰』として狂歌集を出している。
寛政4年（1792年）、46歳の南畝は「学問吟味登科済」が創設されたのを機にこれを受験し、当時小姓組番士だった遠山景晋とともに甲科及第首席合格となる。世間では狂歌の有名人であった南畝は出世できないと揶揄していたが、及第の2年後の寛政8年（1796年）には、支配勘定に任用された。
享和元年（1801年）、大坂銅座に赴任。この頃から中国で銅山を「蜀山」といったのに因み「蜀山人」の号で再び狂歌を細々と再開する。大坂滞在中、物産学者の木村蒹葭堂や国学者の上田秋成らと交流していた。
文化4年（1807年）8月、隅田川に架かる永代橋が崩落するという事故を偶然に目の当たりにし、自ら取材して証言集『夢の憂橋』を出版。
文化9年（1812年）、息子の定吉が支配勘定見習として召しだされるも、心気を患って失職。自身の隠居を諦め働き続けた。
文政6年（1823年）、登城の道での転倒が元で死去。75歳。辞世の歌は「今までは人のことだと思ふたに俺が死ぬとはこいつはたまらん」と伝わる。墓は小石川の本念寺（文京区白山）にある。

### 公職
- 1794年（寛政6年）、幕府の人材登用試験である学問吟味で御目見得以下の首席で合格する[13]。
- 支配勘定を命ぜられる。
- 寛政8年（1796年）、支配勘定に就く。
- 1799年（寛政11年）、孝行奇特者取調御用を命ぜられる。
- 1800年（寛政12年）、御勘定所諸帳面取調御用を命ぜられる。江戸城内の竹橋の倉庫に保管されていた勘定所の書類を整理する役で、整理しても次から次に出てくる書類の山に対して、南畝は「五月雨の日もたけ橋の反故しらべ今日もふる帳あすもふる帳」と詠んでいる。
- 1801年（享和元年）、大坂銅座に約一年間赴任[注 14]。
- 1804年（文化元年）、長崎奉行所へ赴任する。
- 1808年（文化5年）、堤防の状態などを調査する玉川巡視の役目に就く。

## 著作

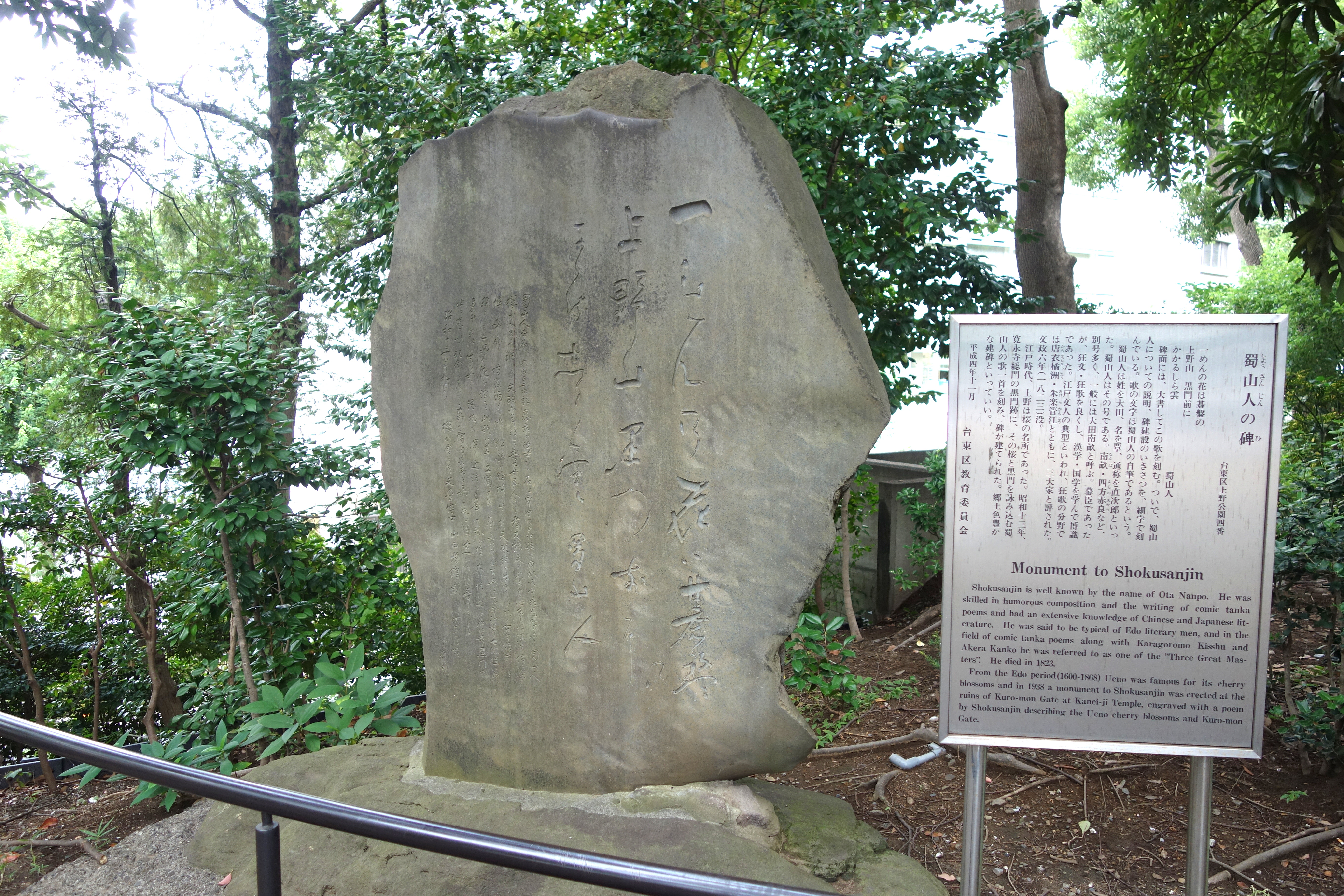
上野公園の「蜀山人の碑」

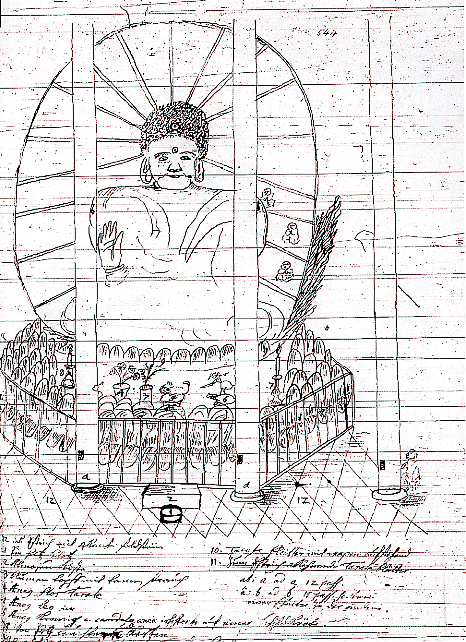
方広寺大仏（京の大仏）は寛政10年（1798年）に落雷による火災で焼失したが、『半日閑話』に焼失の経過が詳述されている。画像はエンゲルベルト・ケンペルによる方広寺大仏のスケッチ。

半日閑話（随筆）
市井の見聞雑事を記したものであり、全25巻の内、12巻から16巻までの300余条の記事は「街談録」の名で流布していた。当時の世相を窺い知ることのできる史料として史料価値が高い。例を挙げると京都の方広寺大仏（京の大仏）の焼失についての記述がある。方広寺大仏は当時大仏として日本一の高さを誇っていたが、寛政10年（1798年）に落雷のため焼失してしまった。その時何があり、どのような経過を辿って焼失したかについて、風聞に基づくものと思われるが詳細な記述がある。「(大仏は)御鼻より火燃出、誠に入滅の心地にて京中の貴賎、老若、其外火消のもの駆け付け、此時に至りいたし方なく感涙を催し、ただ合掌十念唱えしばかり也」という一文が著名である。なお「半日閑話」の作者について、すべて南畝の手によって書かれたものではなく、南畝作のものをベースに他の者が次々と記事を加筆していき、現在残るような形（大著）になったとする説もある。
寝惚先生文集
19歳で著した狂詩集で、平賀源内が序文を寄せている。江戸の狂歌流行のきっかけを作ったとも言われる。
万載狂歌集（狂歌集）
四方赤良（南畝）と朱楽菅江の共編。題名から知られるように『千載和歌集』のパロディであり、200人以上の詠んだ狂歌を集めたもの。
甲駅新話（洒落本）
馬糞中咲菖蒲の作（南畝の変名とされる）。「甲駅」とは甲州街道の宿場で内藤新宿のこと。
浮世絵類考
写本で伝わったもので、浮世絵研究の基礎資料。
瓊浦又綴（随筆）（1804年）
コーヒーを飲んだ体験が書かれており、日本でもっとも初期の頃のコーヒー飲用記である。
調布日記
文字通り、調布あたりの散策記。「野暮天」の語源となった狂歌が収録されている（参考「谷保天満宮」）。
四方のあか
近世における個人の狂文集め最初のもの。戯作精神にあふれている。
夢の憂橋
1807年（文化4年）の永代橋崩落事故に関する様々な記事や風聞を集めたもの。
一話一言（随筆）
全56巻。
蘆の若葉
1801年作。大坂銅座御用として大坂赴任中の日記。『摂津名所図会』を参考に市中を歩きまわり、当時の大阪の風物を描写した。
放歌集
1812年（文化9年）出版の狂歌集。
刊行著作
- 『大田南畝全集』 全20巻・別巻1、岩波書店、1985年-2000年完結。

「全集」編集委員は浜田義一郎と下記3者。別巻は新資料、書名・人名索引ほか
- 『寝惚先生文集 狂歌才蔵集 四方のあか 新日本古典文学大系84』中野三敏・日野龍夫・揖斐高 校注、岩波書店、1993年
- 『万載狂歌集　江戸の機知とユーモア』宇田敏彦校注、角川ソフィア文庫、2024年

## 親族
大田氏は藤原姓。武蔵国多摩郡恋ヶ窪の大田目を名字の地とする。家祖の七郎右衛門は4代将軍・徳川家綱に出仕して賄組頭を務めたというが、南畝の曾祖父のころよりは代々御徒を襲った。
- 祖父：正忠（源八、????-1749）
- 祖母：児玉氏（????-1727）
- 父：正智（吉左衛門、1716-1788）
- 母：利世（杉田氏、1724-1796） - 闕所物奉行同心・渋垂忠右衛門の娘、小普請組・杉田八兵衛の養女
  - 長姉（????-1808） - 鉄砲玉薬組同心・野村新平直方の妻
  - 次姉（????-1825） - 清水家家臣・吉見佐吉の妻。紀定丸（儀助義方）の母
  - 弟：島崎栄名（金次郎、????-1828） - 清水家家臣・島崎幸蔵の養子
- 妻：里与（富原氏、1755-1798） - 富原福寿の娘
  - 長女：妙栖童女（1772-1773）
  - 長男：俶（定吉、1780-1837）
    - 孫：畯（鎌太郎、1801-1866）
    - 孫：豊（1804-1864） - 山県常右衛門の妻
    - 孫：イク（1807-1851） - 池田半兵衛の妻
    - 孫：市川鉄次郎（????-1832） - 母方・市川氏の養子

  - 次女：幸（1782-1838） - 御徒・佐々木金兵衛剛達の夫
- 後妻：米（よね、????-????）
- 妾：賤（しづ、????-1793） - 元新吉原松葉屋遊女・三穂崎

## 関連作品
映画
- 『雷電／続 雷電』（1959年、演：沼田曜一）
- 『写楽』（1995年、演：竹中直人）

テレビドラマ
- 『べらぼう〜蔦重栄華乃夢噺〜』（2025年、NHK大河ドラマ、演：桐谷健太）[20]